# 第四北越ジェーシービーカード
第四北越ジェーシービーカード株式会社（だいしほくえつジェーシービーカード、Daishi Hokuetsu JCB Card Co.,Ltd）は第四北越フィナンシャルグループ傘下のクレジットカード会社。
JCBのフランチャイジーであり、第四北越銀行の顧客基盤を基に主に新潟県内でJCBカードの発行、加盟店の開拓を行っている。1997年10月に第四ジェーシービーカードへ社名変更。
2025年4月1日に第四北越ジェーシービーカードへの社名変更とともに、北越カードのJCBカード事業を承継した。
本社は、かつての新潟証券取引所だった建物を2023年まで使用していた。

## 関連会社
- 第四北越フィナンシャルグループ
- 第四北越銀行
- ジェーシービー